# Sambongpayak
Sambongpayak is een bestuurslaag in het regentschap Rembang van de provincie Midden-Java, Indonesië. Sambongpayak telt 557 inwoners (volkstelling 2010).